# Miroslav Klose
Miroslav Josef Klose (ur. 9 czerwca 1978 w Opolu jako Mirosław Marian Klose) – niemiecki piłkarz polskiego pochodzenia, który występował na pozycji napastnika. Mistrz świata z 2014 roku, wicemistrz świata 2002, dwukrotny brązowy medalista mistrzostw świata 2006 (król strzelców 5 goli) i 2010, wicemistrz Europy 2008. Z dorobkiem 16 goli najskuteczniejszy piłkarz w historii mistrzostw świata i z dorobkiem 71 goli najskuteczniejszy zawodnik w historii reprezentacji Niemiec.
W wywiadzie zapytany o swoje korzenie odpowiedział: "Tu się urodziłem, tu spędziłem część dzieciństwa, tu mam rodzinę. Poza tym, moja żona pochodzi z Polski. Z dziećmi rozmawiamy po polsku i po niemiecku. Jak pan słyszy mój polski jest nie najgorszy choć czasem wtrącam niemieckie słowa. Nigdy nie zapomnę, skąd pochodzę”. Mimo wszystko nigdy nie wyraził zainteresowania grą w barwach biało-czerwonych.

## Kariera klubowa
Swoją karierę piłkarską rozpoczynał w zespole młodzieżowym klubu SG Blaubach-Diedelkopf.

W 1998 r. przeniósł się do występującego w Regionallidze klubu FC 08 Homburg. W tym zespole zadebiutował 15 listopada 1998 roku w ligowym meczu z Preußen Münster. 1 kwietnia 1999 roku w meczu z Wuppertaler SV strzelił swojego jedynego gola dla tego klubu.
W 1999 roku został zawodnikiem 1. FC Kaiserslautern. Początkowo występował jedynie w rezerwach, a 1 lipca 2000 został włączony do składu pierwszej drużyny. 15 kwietnia 2000 roku w wygranym 1:0 meczu, 30. kolejki, z Eintrachtem Frankfurt, zadebiutował w Bundeslidze, zmieniając w 76. minucie spotkania Jörgena Petterssona. Pierwszego gola dla Kaisers strzelił już w następnym sezonie – 20 października 2000 roku kiedy to w 85. minucie ligowego meczu z Werderem Brema po asyście Jeffa Strassera ustalił wynik meczu na 2:0. W barwach Kaiserslautern, Klose rozegrał łącznie 147 meczów, w których strzelił 53 gole i zanotował 25 asyst.
1 lipca 2004 r. za ok. 5 mln euro został zawodnikiem Werderu Brema. 14 września 2004 w przegranym 0:2 meczu Werderu z Interem, zadebiutował w Lidze Mistrzów. W sezonie 2005/06 strzelając 25 goli został królem strzelców Bundesligi oraz zdobył z Werderem Puchar Ligi Niemieckiej. W 2006 roku został wybrany piłkarzem roku w Niemczech. W klubie z Bremy rozegrał łącznie 131 spotkań. Strzelił w nich 63 bramki i zanotował 47 asyst. Od 1 lipca 2007 do maja 2011 r. był piłkarzem Bayernu Monachium, z którym święcił największe klubowe sukcesy w swojej karierze – dwukrotnie zdobywał mistrzostwo Niemiec i Puchar Niemiec, a także raz Superpuchar Niemiec i Puchar Ligi. Ponadto z monachijskim zespołem w sezonie 2009/10 doszedł do finału Ligi Mistrzów, gdzie jednak Bayern musiał uznać wyższość Interu. Dla Bayernu, biorąc pod uwagę wszystkie rozgrywki, rozegrał 150 meczów, w których strzelił 53 bramki i 28 razy asystował przy trafieniach kolegów. W 2011 r. podpisał dwuletni kontrakt z włoskim klubem S.S. Lazio. W Serie A zadebiutował 9 września 2011 w, zremisowanym 2:2, meczu z Milanem, zdobywając jednocześnie swoją pierwszą bramkę na tamtejszych boiskach. 5 maja 2013 w ligowym meczu z Bolonią zdobył 5 bramek, czym wyrównał osiągnięcie Roberto Pruzzo, który w sezonie 1985/1986 strzelił pięć goli dla innego rzymskiego klubu- AS Romy w spotkaniu ligowym z Avellino. 26 maja 2013 roku pokonując w finale, w derbowym meczu, drużynę Romy, zdobył z Lazio Puchar Włoch. 1 lipca 2016 po wygaśnięciu kontraktu z S.S. Lazio stał się wolnym zawodnikiem. W barwach Lazio rozegrał łącznie 171 meczów, w których strzelił 64 bramki i zaliczył 35 asyst.
1 listopada 2016 roku oficjalnie zakończył karierę piłkarską.

## Gra fair play
Podczas swojej kariery Klose oprócz osiągania doskonałych wyników sportowych zasłynął także dzięki swojej grze fair play, której stał się symbolem. 26 września 2012 roku, podczas ligowego meczu z SSC Napoli (0:3), strzelił bramkę już w trzeciej minucie spotkania. Sędzia uznał gola i wskazał na środek boiska, ale napastnik zaapelował do niego o zmianę decyzji, przyznając się do zagrania piłki ręką. Tym zachowaniem piłkarz zaimponował nie tylko kibicom i mediom we Włoszech, ale też Niemieckiej Federacji Piłkarskiej, DFB, która uhonorowała go nagrodą fair play. Otrzymał ją też siedem lat wcześniej, jeszcze podczas występów w Werderze Brema. Kiedy arbiter podyktował rzut karny na korzyść jego zespołu, Klose przyznał, że nie był faulowany. Sędzia odwołał decyzję i cofnął pokazaną bramkarzowi żółtą kartkę.

## Kariera reprezentacyjna

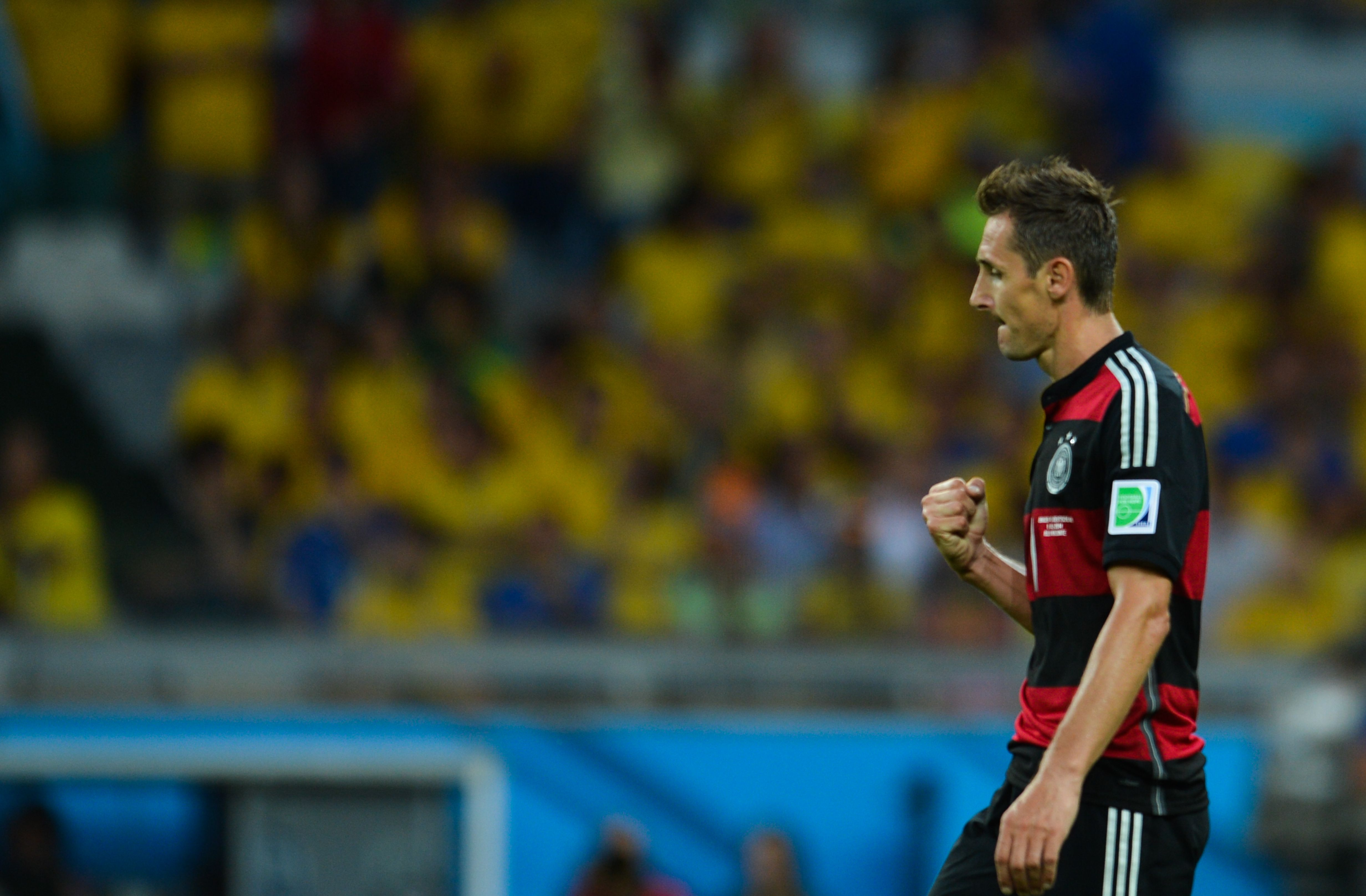
Brazylia vs Niemcy, w Belo Horizonte

24 marca 2001 roku debiutował w reprezentacji Niemiec w meczu z Albanią strzelając w tym meczu również pierwszą bramkę. W 2002 roku na turnieju w Korei i Japonii sięgnął z reprezentacją Niemiec po wicemistrzostwo świata, a sam zdobywając w turnieju 5 bramek, został wicekrólem strzelców. Następnie wziął też udział w turnieju finałowym Euro 2004. Na Mistrzostwach Świata 2006 w Niemczech zdobył wraz z reprezentacją Niemiec brązowy medal i został (z dorobkiem 5 goli) królem strzelców. Taki sam medal wywalczył na Mistrzostwach Świata 2010 (zdobył w turnieju 4 bramki).
W 2012 roku został powołany na odbywające się w Polsce i na Ukrainie, mistrzostwa Europy. Pierwszy mecz na turnieju rozegrał 22 czerwca przeciwko reprezentacji Grecji w meczu ćwierćfinałowym. Zdobył jedną bramkę, a mecz zakończył się wynikiem 4:2 dla Niemiec.
7 września 2013 w zwycięskim spotkaniu 3-0 z Austrią eliminacji do mistrzostw świata wpisał się na listę strzelców i tym samym wyrównał rekord Gerda Müllera wynoszący 68 bramek. 21 czerwca 2014 na mistrzostwach świata w Brazylii podczas meczu Niemcy – Ghana wyrównał rekord strzelonych bramek na MŚ należący do Brazylijczyka Ronaldo de Limy. 8 lipca 2014 podczas meczu Niemcy – Brazylia strzelił bramkę, zostając samodzielnym rekordzistą strzelonych bramek na mistrzostwach świata (16 bramek). Była to ostatnia bramka Klose dla Niemiec.
13 lipca 2014 roku pokonując w finale po dogrywce 1:0 Argentynę, sięgnął z reprezentacją Niemiec po mistrzostwo świata.
Wspomniany finał mundialu w Brazylii, był jego ostatnim meczem piłkarskiej reprezentacji Niemiec.
W kadrze Niemiec Miroslav Klose rozegrał 137 meczów, w których strzelił 71 bramek – czyni go to najskuteczniejszym strzelcem w historii niemieckiej drużyny narodowej. Z reprezentacją zdobył złoty, srebrny i dwa brązowe medale mistrzostw świata, a także srebrny medal mistrzostw Europy.

## Kariera trenerska
1 listopada 2016 poinformowano, iż Klose będzie pełnił funkcję jednego z asystentów trenera reprezentacji Niemiec, Joachima Löwa.
11 czerwca 2024 roku Miroslav Klose został trenerem 1. FC Nürnberg.
W 2025 zgłosił swoją kandydaturę na selekcjonera reprezentacji Polski.

## Życie prywatne
Pochodzi z górnośląskiej sportowej rodziny – ojciec Józef Klose był piłkarzem (m.in. Odry Opole i francuskiego klubu AJ Auxerre), matka Barbara Jeż była piłkarką ręczną, 45-krotną reprezentantką Polski.
W latach 1979–1984, z powodu gry Józefa Klose w Auxerre, rodzina mieszkała we Francji, następnie powróciła do Opola, a w 1987 roku wszyscy (rodzice, 11-letnia wówczas córka Marzena i 9-letni syn Mirosław) wyjechali jako przesiedleńcy do Niemiec. Zamieszkali w mieście Kusel, 40 km od Kaiserslautern w Nadrenii-Palatynacie. W Niemczech administracyjnie dokonano korekty imienia Mirosława na Miroslav. Przyszły piłkarz ukończył szkołę niemiecką i pobierał naukę zawodu cieśli. Od 19. roku życia poświęcił się wyłącznie karierze piłkarskiej, początkowo jako amator, następnie zawodnik profesjonalny.
31 grudnia 2004 poślubił Sylwię. Ma dwóch synów-bliźniaków o imionach Luan i Noah, urodzonych 30 stycznia 2005.
28 lutego 2018 odebrał tytuł honorowego obywatela Opola.
W 2021 roku został wprowadzony do Galerii Sław niemieckiego Futbolu (Hall of Fame des deutschen Fußballs).

## Sukcesy i wyróżnienia

### Werder Brema
- Puchar Ligi Niemieckiej: 2006

### Bayern Monachium
- Mistrzostwo Niemiec: 2007/2008, 2009/2010
- Puchar Niemiec: 2007/2008, 2009/2010
- Puchar Ligi Niemieckiej: 2007
- Superpuchar Niemiec: 2011

### Lazio
- Puchar Włoch: 2012/2013

### Reprezentacja Niemiec
- Mistrzostwo świata: 2014
- Wicemistrzostwo świata: 2002
- Brązowy medal mistrzostw świata: 2006, 2010
- Wicemistrzostwo Europy: 2008

### Indywidualne
- Król strzelców mistrzostw świata: 2006 (5 goli)
- Król strzelców Bundesligi: 2005/2006 (25 goli)
- Piłkarz roku w Niemczech: 2006
- Nagroda fair play DFB: 2005, 2012

### Rekordy
- Najskuteczniejszy piłkarz w historii mistrzostw świata: 16 goli (2002 – 5 goli, 2006 – 5 goli, 2010 – 4 gole, 2014 – 2 gole);
- Najskuteczniejszy piłkarz w historii reprezentacji Niemiec: 71 goli[15];
- Jest drugim piłkarzem w historii Serie A, który strzelił 5 goli w jednym meczu. Wydarzyło się to w wygranym przez S.S. Lazio meczu z Bologną[16].

### Odznaczenia i wyróżnienia
- Srebrny Liść Laurowy (2014)[17]
- Tytuł honorowego obywatela miasta Opola – 2018[18][19]